# Ионов, Сергей Петрович
Сергей Петрович Ионов (1912—1961) — старшина Рабоче-крестьянской Красной Армии, участник Великой Отечественной войны, Герой Советского Союза (1945).

## Биография
Сергей Ионов родился в 1912 году в селе Злобино (ныне — Каширский район Московской области). После окончания пяти классов школы работал трактористом в колхозе. В 1934—1939 годах проходил службу в Рабоче-крестьянской Красной Армии. В сентябре 1941 года он повторно был призван в армию. С октября того же года — на фронтах Великой Отечественной войны. К августу 1944 года старшина Сергей Ионов был механиком-водителем танка 3-й танковой бригады 23-го танкового корпуса 2-го Украинского фронта. Отличился во время освобождения Румынии.
21-23 августа 1944 года Ионов неоднократно отличался во время освобождения румынских городов Тыргу-Фрумос и Роман, форсировании реки Сирет. В одном из боёв он протаранил своим танком танк противника, а затем, проведя ремонт, вновь вступил в бой.
Указом Президиума Верховного Совета СССР от 24 марта 1945 года старшина Сергей Ионов был удостоен высокого звания Героя Советского Союза с вручением ордена Ленина и медали «Золотая Звезда».
После окончания войны Ионов был демобилизован. Вернулся в Московскую область, работал трактористом в городе Ступино. В 1952 году переехал в город Находка Приморского края, работал плотником. Скончался в 1961 году. Похоронен на старом городском кладбище Находки.
Был также награждён орденами Отечественной войны 2-й степени, Красной Звезды, Славы 3-й степени, рядом медалей.